# اللبنية الحجازية
لبنية حجازية (بالإنجليزية: Hijazi Labaniya) (بالتركية: Hicazi labanieh) هي نوع من الحلويات الشعبية الحجازية التي نشأت واشتهرت في منطقة الحجاز (مكة المكرمة، المدينة المنورة، جدة، ينبع ، الطائف، والعلا) ثم انتشرت في سائر بلاد الخليج لونها أبيض وتمتاز بقوامها الطري والهش ونكهتها العربية المميزة وهي أيضا حلوى مفيدة جداً لاحتوائها على الكالسيوم والبروتين الموجود في أغلب مكوناتها يتم تقديمها في الأعياد وخاصة عيد الفطر المبارك أو عند استقبال الضيوف في المناسبات والتجمعات العائلية مع القهوة العربية أو القهوة التركية 

## تاريخ اللبنية
عُرفت اللبنية في منطقة الحجاز منذ آواخر القرن التاسع عشر حيث كان ولا يزال طبق حاضر في كل أفراح وأعياد ومناسبات أهالي الحجاز 
واللبنية تتشابه مع حلوى الفدج الأمريكية الغربية في قوامها ومكوناتها الرئيسية "الحليب والسكر والزبدة" إلا أن الفدج تنحصر نكهاته ما بين الفانيليا والشوكولاته والكراميل وزبدة الفول السوداني بينما اللبنية لها نكهة عربية خاصة ومميزة من مزيج الهيل والفستق الحلبي والورد الدمشقي أما حلوى البارفي الفارسية-الهندية Barfi تختلف عن اللبنية في المكونات الرئيسية واللون والنكهة حيث أنها تُصنع بشكل رئيسي من جبنة الخوا الهندية والقشطة والزعفران وتوابل هندية خاصة ويضاف لها المكسرات مثل الكاجو. جميعها حلويات مختلفة ومستقلة عن بعضها لبعض ومما لا شك فيه أن كل حلوى منهم لها طعم ومنشأ وارتباط ثقافي مستقل.

## المقادير وطريقة التحضير
- أربعة أكواب من حليب البودرة ( 400 غرام )
- كوب ونصف من السكر
- مئة غرام من الزبدة
- كوب ماء
- ملعقتين صغيرة من الهيل المطحون والمنخول
- ملعقة كبيرة من ماء الورد
- فستق أخضر مجروش
- ورد مديني أو طائفي

يوضع الماء والسكر في طاوة أو قدر على النار حتى يغلي ثم يضاف لهم الزبدة حتى تذوب ثم يضاف الهيل وماء الورد ويتم تحريكهم قليلا وأخيراً يضاف الحليب ثم التحريك المستمر حتى لا تلتصق العجينة إلى أن تتجانس المكونات وتحصلي على مزيج سائل ولزج أو متماسك بعض الشيء تُصب في صينية بايركس مدهونة بالزبدة او صينية سيليكون لسهولة استخراجها لاحقا و يُزين الوجه بالفستق والورد المديني او الطائفي ثم تُترك لتبرد في درجة حرارة الغرفة مدة لا تقل عن ساعة او في الثلاجة ومن الممكن أيضاً عجن الفستق بداخل العجينة قبل فردها في الصينية وثم تزيين الوجه بالفستق والورد

## القيمة الغذائية
تحتوي الوصفة على البروتين وتعد مصدرا للمعادن والفيتامينات المهمة للجسم لكنها بالمقابل تعتبر مرتفعة السعرات الحرارية والسكر والكربوهيدرات
وبحسب ويب طب لحساب القيمة الغذائية فإن كل 100غرام من الحليب المجفف يحتوي على 912 ملغم من الكالسيوم، و0.47 ملغم من الحديد، و3.34 ملغم من الزنك، و26.32 غرام من البروتين ، و8.6 ملغم من فيتامين ج ومجمل السعرات الحرارية  499.35